# Merima Mohammed
Pour les articles homonymes, voir Mohammed.
Merima Mohammed, née le 10 juin 1992, est une athlète éthiopienne devenue bahreïnie en 2015. 

## Carrière
Merima Mohammed remporte sous les couleurs éthiopiennes le Marathon des Alpes-Maritimes en 2009, le Marathon d'Ottawa en 2010, le Marathon de Düsseldorf en 2011 et le Marathon de Houston en 2013.
Sous les couleurs du Bahreïn, elle est médaillée d'argent des Championnats panarabes d'athlétisme 2015.